# Rigóder
Rigóder Pécs egyik városrésze Piricsizmától északra és Gyükéstől délre. Az ezer fős Rigóder városrész déli területét Rigóderaljának, északi, legmagasabb területét, amely közvetlenül a külszíni bányaműveléshez csatlakozik Rigódertetőnek, illetve északkeleti területeit, melyek Pécsbányához, illetve Cerékvölgyhöz csatlakoznak Borbálatelepnek nevezik. A magas iskolázottsági indexel rendelkező városrész lakóterületei főleg kertvárosiasak, több lakópark épült itt 2000 óta. A kereskedelmi üzletek száma igen csekély, a vendéglátóhelyek száma pedig minimális.